# パスカル・ボニゼール
パスカル・ボニゼール（Pascal Bonitzer、1946年2月1日 パリ - ）は、フランスの脚本家、映画監督、映画批評家、俳優。La Fémis（フランス国立映像音響芸術学院、旧IDHEC）教授。

## 人物
『カイエ・デュ・シネマ』誌のコラムで数年にわたり執筆をしていたことでも同様に知られる。日本での表記は初期にパスカル・ボニツェールとされていた時期があが、本人への確認でボニゼールが好ましいということで変更(祖先にオーストリア人がいる関係でドイツ系な名前となっているが、自分はフランス人なのでツェとする必要はないとのこと)。

## 来歴
1946年2月1日、フランス・パリに生まれる。1967年、21歳のときに自主映画『Vampirisme』にヴァンパイア役で出演している。以来出演作も多い。大学院まで進学し、哲学修士号を取得している。1969年、『カイエ』誌の編集者になり、やがて批評家になった。
もっとも多数の作品を手がけているのは脚本家としてである。1976年、30歳のときに、ルネ・アリオ監督の『私、ピエール・リヴィエールは母と妹と弟を殺害した』Moi, Pierre Rivière, ayant égorgé ma mère, ma soeur et mon frère... (ニコラ・フィリベールがこの映画の関係者を追ったドキュメンタリー『かつて、ノルマンディーで』を撮ったことで、公開記念上映された)に『カイエ』雑誌の仲間であるセルジュ・トゥビアナとともに共同脚本に参加したのが、脚本デビュー作である。
演出家としてのスタートは遅く、1989年、43歳のときに短篇を撮り、1996年、『アンコール』で長編劇映画デビューしたときにはすでに50歳であった。この遅咲きの映画監督は同作でジャン・ヴィゴ賞を獲得した。脚本家としての先輩監督からの信頼は厚く、ジャック・リヴェットとアンドレ・テシネの新作には欠かせない存在となっている。Fémisでは1986年以来シナリオ学部長を務めている。
監督ソフィー・フィリエールとの間にもうけた娘アガト・ボニゼール Agathe Bonitzer (1989年生まれ)は、1994年にオムニバスの一編でブノワ・ジャコ編に子役登場。1996年、父が脚本に参加した「三つの人生とたった一つの死」にも登場。2003年の父の監督作「かすり傷」で本格的に女優業を開始し、父が不参加の作品でも多くヒロインを演じ、「Une bouteille à la mer」では2013年セザール賞有望若手女優賞にもノミネートされている。
＊
『カイエ』誌での彼はたくさんのラインを守っていた。なぜなら討論と観念の変更に興味をもっていたからだ。ユーモアを失わない理論家である。ジャンセニスト的側面においてある種エリック・ロメールであり、そこへジャック・タチが交差し、異邦性と虐待とブラック・ユーモアにおいてカフカ的でもある。

## フィルモグラフィー

### 監督
- 1989：Les Sirènes (短編)
- 1996：「アンコール」Encore (フランス映画祭上映)
- 1999：「ロベールとは無関係」 Rien sur Robert (フランス映画祭上映)
- 2003：「かすり傷」 Petites coupures (TV5MONDE放映)
- 2006：Je pense à vous
- 2008：「華麗なるアリバイ」 Le Grand alibi
- 2012：Cherchez Hortense
- 2016：Tout de suite maintenant

### 主な脚本作
- ブロンテ姉妹 Les sœurs Brontë　1979年　監督・共同脚本アンドレ・テシネ
- 転落したペテン師たち Tricheurs　1984年　監督・共同脚本バルベ・シュレデール (TV5MONDEで日本語字幕付放映)
- 地に堕ちた愛 L'Amour par terre 　1984年　監督・共同脚本ジャック・リヴェット、共同脚本シュザンヌ・シフマン、マリル・パロリーニ
- 嵐が丘 Hurlevent　1985年　監督・共同脚本ジャック・リヴェット、共同脚本シュザンヌ・シフマン
- 夜を殺した女 Le Lieu du crime　1986年　監督・共同脚本アンドレ・テシネ、共同脚本オリヴィエ・アサヤス (VHSスルー、2016年TV5MONDEで日本語字幕付放映)
- ゴールデン・エイティーズ Golden Eighties　1986年　監督・共同脚本シャンタル・アケルマン、共同脚本ヘンリー・ビーン、ジャン・グリュオー、レオラ・バリッシュ
- イノセンツ Les Innocents　1987年　監督・共同脚本アンドレ・テシネ (京都国際映画祭上映)
- 彼女たちの舞台 La Bande des quatre　1988年　監督・共同脚本ジャック・リヴェット、共同脚本クリスティーヌ・ロラン
- Les Mendiants　1988年　監督・共同脚本ブノワ・ジャコ
- ボワ・ノワール 魅惑の館 Les Bois noirs　1989年　監督・共同脚本ジャック・ドレー
- 美しき諍い女 La Belle Noiseuse　1991年　監督・共同脚本ジャック・リヴェット、共同脚本クリスティーヌ・ロラン
- Nuit et jour　1991年　監督・共同脚本シャンタル・アケルマン
- 私の好きな季節 Ma saison préférée　1993年　監督・共同脚本アンドレ・テシネ
- ジャンヌ 薔薇の十字架 Jeanne la Pucelle I - Les batailles　1994年　監督・共同脚本ジャック・リヴェット、共同脚本クリスティーヌ・ロラン
- ジャンヌ 愛と自由の天使 Jeanne la Pucelle II - Les prisons　1994年　監督・共同脚本ジャック・リヴェット、共同脚本クリスティーヌ・ロラン
- パリでかくれんぼ Haut bas fragile　1995年　監督・共同脚本ジャック・リヴェット、共同脚本クリスティーヌ・ロラン、ロランス・コート、マリアンヌ・ドニクール、ナタリー・リシャール
- 三つの人生とたった一つの死 Trois vies et une seule mort　1996年　監督・共同脚本ラウル・ルイス (WOWOW及びTV5MONDEで放映)
- 夜の子供たち Les voleurs　1996年　監督・共同脚本アンドレ・テシネ、共同脚本ジル・トラン、ミシェル・アレクサンドル
- 犯罪の系譜 Généalogies d'un crime　1997年　監督・共同脚本ラウル・ルイス (シネクラブ上映)
- La Nuit du destin　1997年　監督・共同脚本アブデルクリム・バルール
- シークレット・ディフェンス Secret défense　1998年　監督・共同脚本ジャック・リヴェット、共同脚本エマニュエル・キュオ (シネクラブ上映)
- ルムンバの叫び Lumumba　2000年　監督・共同脚本ラウル・ペック
- 恋ごころ Va savoir　2001年　監督・共同脚本ジャック・リヴェット、共同脚本クリスティーヌ・ロラン
- Mの物語 Histoire de Marie et Julien　2003年　監督・共同脚本ジャック・リヴェット、共同脚本クリスティーヌ・ロラン
- Les Temps qui changent　2004年　監督・共同脚本アンドレ・テシネ、共同脚本ロラン・ギュヨ
- ランジェ公爵夫人 Ne touchez pas la hache　2007年　監督・共同脚本ジャック・リヴェット、共同脚本クリスティーヌ・ロラン
- ジェーン・バーキンのサーカス・ストーリー 36 vues du pic Saint-Loup 2009年 監督・共同脚本ジャック・リヴェット (東京国際映画祭上映題「小さな山のまわりで」) (DVD・ブルーレイ発売)
- ボヴァリー夫人とパン屋 Gemma Bovery 2014年 監督・共同脚本アンヌ・フォンテーヌ
- Valentin Valentin 2014年 監督パスカル・トマ
- マルクス・エンゲルス Le jeune Karl Marx 2017年 監督・共同脚本ラウル・ペック
- 白雪姫〜あなたが知らないグリム童話〜 Blanche comme neige 2019年 監督・共同脚本アンヌ・フォンテーヌ

## 著書
- 歪形するフレーム - 絵画と映画の比較考察、訳梅本洋一、勁草書房、1999年11月 ISBN 4326851619